# Осенняя рыбалка
«Осенняя рыбалка» — советский рисованный мультипликационный фильм, снятый в 1968 году режиссёром Аллой Грачёвой по сказке Сергея Козлова «Как поймать облако».
Лирическая история о том, как медвежата на рыбалке выудили на небо Луну, звёзды и Солнце.
Выпускался в двух версиях: на русском и украинском.

## Сюжет
Два медвежонка решили осенью последний раз поудить рыбку на сухой горох. Неожиданно один из них поймал и вытянул из воды… Луну, которая взлетела и расположилась на вечернем небе! Вслед за ним второй медвежонок выудил звезду, которая также взмыла в воздух и закрепилась на небе!

Обрадованные таким неожиданным уловом, медвежата стали вылавливать одну за одной звёзды, пока они не заполнили всё ночное небо. Но и горох для наживки тоже закончился.
Решив использовать для наживки кленовый лист, медвежата вытащили… Солнышко! Ночь прошла, наступило утро, а рыбы медвежата так и не наловили.

## Создатели
| автор сценария            | Сергей Козлов                                                                               |
| режиссёр                  | Алла Грачёва                                                                                |
| художник-постановщик      | Николай Чурилов                                                                             |
| композитор                | Леся Дычко                                                                                  |
| художники-мультипликаторы | Константин Чикин, Нина Чурилова, Ефрем Пружанский                                           |
| оператор                  | С. Никифоров                                                                                |
| звукооператор             | Игорь Погон                                                                                 |
| редактор                  | Светлана Куценко                                                                            |
| ассистенты                | Р. Лумельская, Г. Бабенко, Ю. Сребницкая, Э. Перетятько, А. Тищенко, В. Таранова, Л. Драган |
| роли озвучивала           | На русский язык — Маргарита Корабельникова; На украинском озвучивала Людмила Козуб          |
| директор картины          | Иван Мазепа                                                                                 |

## Издания
- Мультфильм выпускался на DVD-сборнике «Рукавичка». Дистрибьютор: Мастер Тэйп.[1].